# Pseudoprotoceras
Genre
Pseudoprotoceras est un genre fossile de mammifères placentaires artiodactyles, de la famille des Protocératidés. On en connaît trois espèces, qui ont vécu en Amérique du Nord au cours de l'Éocène, il y a entre 40,4 et 37,2 millions d'années. L'espèce type est Pseudoprotoceras longinaris.

## Description

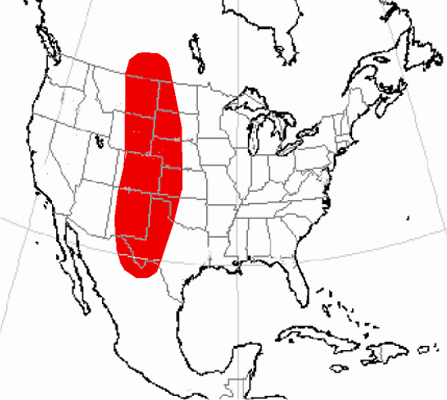
Zone supposé de répartition de Pseudoprotoceras d'après les restes fossiles exhumés.

Les Pseudoprotoceras ressemblaient à de petits cervidés sans bois et dont la masse corporelle était semblable à celle de leur cousin Heteromeryx, avec un poids devant varier entre 20 et près de 50 kg. Comme les autres membres de cette famille ils possédaient une excroissance sur le front mais qui était relativement discrète comparativement à des cousins plus récents comme Synthetoceras.

## Répartition
Pseudoprotoceras vivait dans le centre de l'Amérique du Nord dans une zone géographique actuellement occupée en grande partie par les Grandes Plaines. Les fossiles de Pseudoprotoceras ont été découverts au Canada (dans le Sud de la province du Saskatchewan), et aux États-Unis (dans les États du Wyoming, du Colorado, du Nebraska, du Dakota du Sud, du Nouveau-Mexique et du Texas). Il est possible que le genre Pseudoprotoceras ait été présent dans le Nord du Mexique, à la frontière avec les États-Unis, mais pour l'instant aucun reste fossile n'y a été découvert.

## Liste des espèces
Selon Paleobiology Database (11 août 2025) :
- Pseudoprotoceras longinaris Cook, 1934
- Pseudoprotoceras minor (Wilson, 1974)
- Pseudoprotoceras taylori Emry & Storer, 1981